# مارانتز
مارانتز (انگلیسی: Marantz) شرکت الکترونیک ژاپنی است، که در سال ۱۹۵۳ توسط سول مارانتز تأسیس شد.